# Salsola acutifolia
Salsola acutifolia är en amarantväxtart som först beskrevs av Aleksandr Andrejevitj Bunge, och fick sitt nu gällande namn av Viktor Petrovitj Botjantsev. Salsola acutifolia ingår i släktet sodaörter, och familjen amarantväxter. Inga underarter finns listade i Catalogue of Life.